# Římskokatolická farnost Malá Morava
Římskokatolická farnost Malá Morava je územní společenství římských katolíků v děkanátu Šumperk s farním kostelem Nanebevzetí Panny Marie.

## Území farnosti
Farnost vznikla spojením dříve samostatných farností Malá Morava, Velká Morava, Vojtíškov a Podlesí. Dnes do farnosti náleží území těchto obcí:
- Malá Morava
  - farní kostel Nanebevzetí Panny Marie
- Sklené (místní část Malé Moravy)
  - kaple Panny Marie
- Podlesí (místní část Malé Moravy)
  - filiální kostel sv. Maří Magdalény (původně farní kostel farnosti Podlesí)
- Vysoká (místní část Malé Moravy)
  - kaple Nejsvětější Trojice
- Vojtíškov (místní část Malé Moravy)
  - filiální kostel Narození Panny Marie (původně farní kostel farnosti Vojtíškov)
- Dolní Morava (část obce zasahuje na historické území Čech)
  - filiální kostel sv. Aloise v místní části Velká Morava (původně farní kostel farnosti Velká Morava)

## Duchovní správci
Do června 2019 byl administrátorem excurrendo R. D. Mgr. Petr Dolák. Toho od 1. července téhož roku vystřídal R. D. Mgr. Artur Andrzej Górka.